# As de trèfle
Pour les articles homonymes, voir As de trèfle (homonymie).
L'as de trèfle est une carte à jouer.

## Caractéristiques
L'as de trèfle a pour valeur l'as et pour enseigne le trèfle. En abrégé, il est noté « 1♣ », plus rarement « A♣ ».
L'as de trèfle fait partie des jeux de cartes occidentaux traditionnels. En particulier, on la retrouve dans les jeux de 32 cartes, de 52 cartes et de tarot.
De façon générale, l'as de trèfle peut être la plus forte carte des trèfles, suivant immédiatement le roi de trèfle, ou la plus petite, précédant le deux de trèfle.

## Dessin
L'élément principal de la carte est un trèfle stylisé, situé en son centre, indiquant à la fois sa valeur et son enseigne. Celles-ci sont reprises par des index dans les coins de la carte. Les as de trèfle comportent au moins deux index dans deux coins diagonalement opposés, mais certains designs en utilisent quatre, dans chacun des coins. Les index sont composés de la valeur de la carte surmontée d'un petit symbole trèfle ; la valeur peut-être indiquée par un « 1 » ou par l'initiale du terme « as » dans la langue considérée (souvent « A », mais on rencontre également « E » en suédois pour « ess », « Т » en russe pour « туз », etc.). Les index de la partie inférieure de la carte sont imprimés à l'envers, afin que la carte puisse être lue dans les deux sens.
L'as porte la couleur des trèfles : principalement noire, mais il existe des jeux de carte où les trèfles sont verts.
Dans les jeux de style français, l'as de trèfle possède des éléments de décoration qui ne figurent pas sur les autres cartes. Le trèfle central est nettement plus grand que les autres symboles figurant sur les trèfles de 2 à 10, ainsi que sur les valeurs des autres enseignes. Il peut également être plus ouvragé, une décoration courante consistant à l'entourer d'une couronne de lauriers. Le logo ou la marque du fabricant peuvent aussi y apparaître.
En France, dans un paquet neuf, les cartes sont rangées par couleur (pique, cœur, carreau et trèfle), puis dans chaque couleur par ordre croissant, en commençant par l'as et en finissant par le roi ; le tout est emballé dans du papier cellophane transparent. Si aucune carte supplémentaire n'est présente (carte de titre, etc.), la seule carte visible à l'ouverture d'un paquet est donc l'as de trèfle, qui porte la marque du fabricant.
L'ornementation particulière de l'as de trèfle est spécifique aux jeux français. Dans les paquets anglo-saxons, l'as de pique est généralement privilégié.

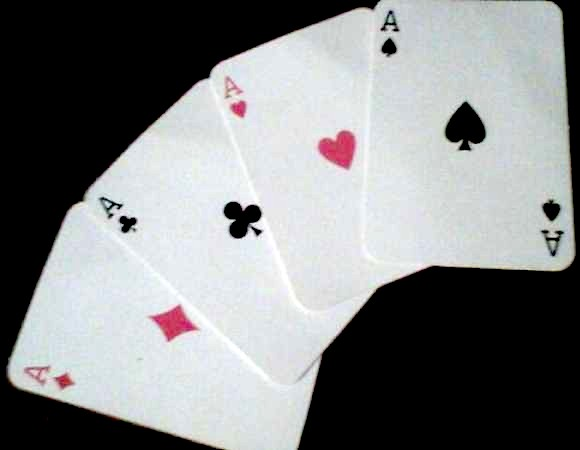
Quatre as sans aucune décoration.
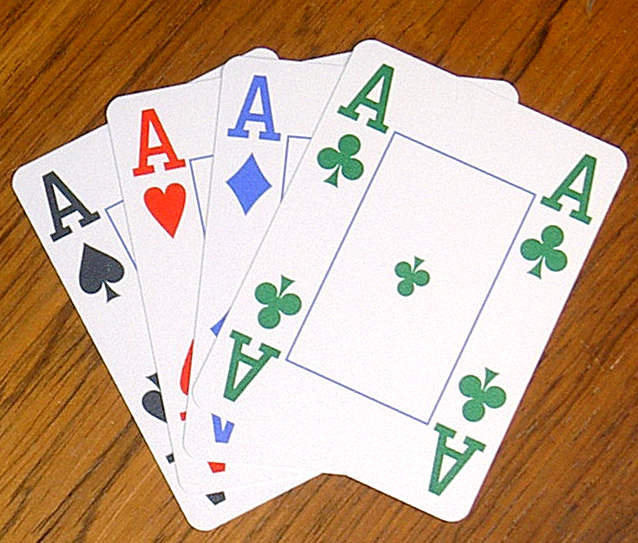
As d'un jeu de cartes où les enseignes portent quatre couleurs distinctes ; l'as de trèfle est ici en vert.
Schéma d'un as de trèfle dont la valeur est indiquée d'un « 1 » au lieu d'un « A ».
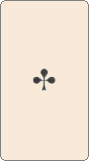
As de trèfle dans le Wüst Tarock, tarot du cartier allemand C.L. Wüst au XIXe siècle ; aucun index n'est indiqué sur la carte.
Jeu de carte français, avec une couronne de lauriers autour de l'as de trèfle.

## Peinture

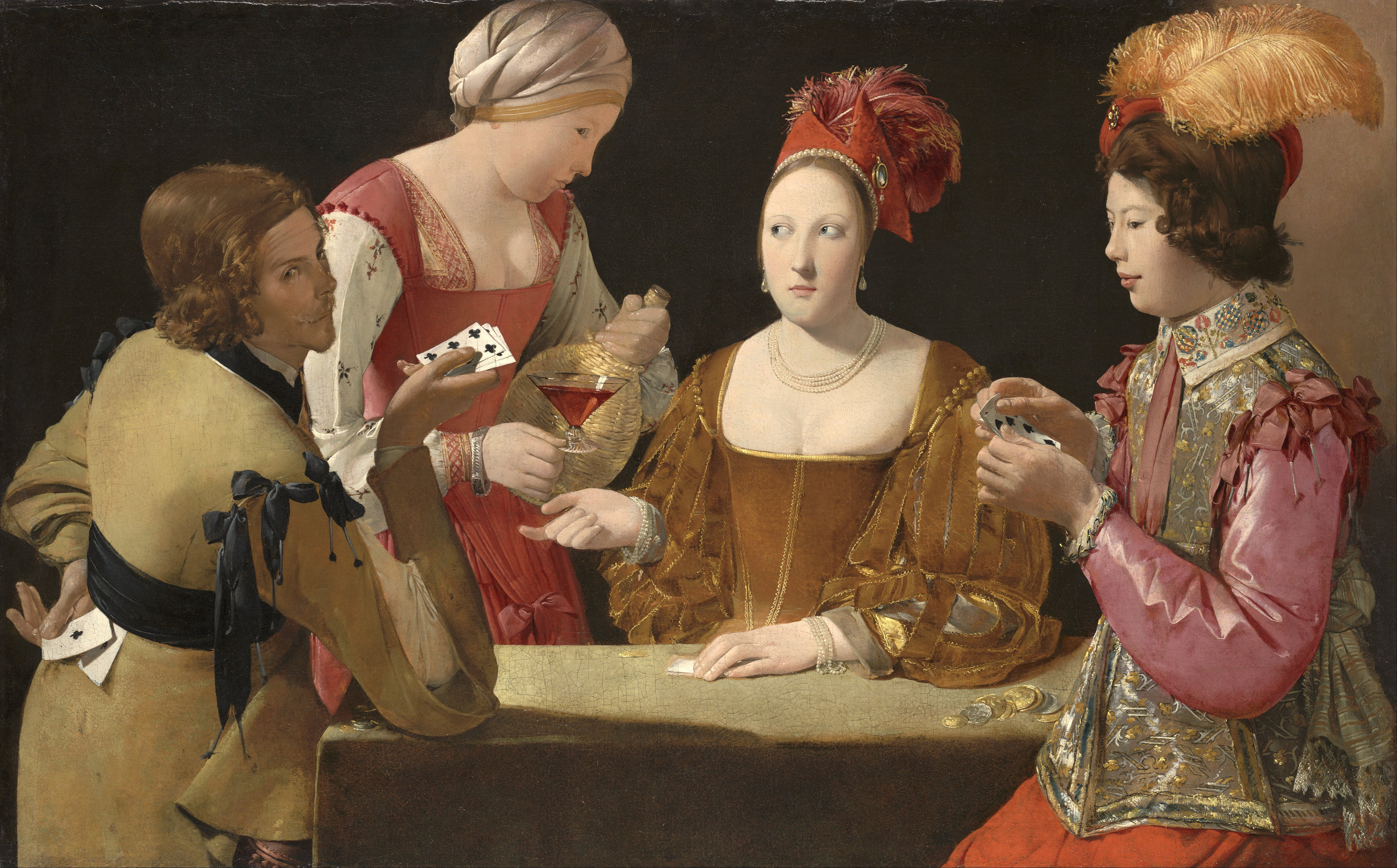
Le Tricheur à l'as de trèfle, Georges de La Tour.

En peinture, cette carte a donné son nom à un tableau de Georges de La Tour, Le Tricheur à l'as de trèfle, version alternative du Tricheur à l'as de carreau, où l'un des personnages se saisit d'un as de trèfle glissé dans l'arrière de sa ceinture.

## Chanson
Dans la chanson Caroline de MC Solaar, l'as de trèfle tient une place particulière : « Je suis l'as de trèfle qui pique ton cœur... Caroline... ».

## Symbole Unicode
L'as de trèfle fait l'objet d'un encodage Unicode :
- U+1F0D1 🃑 playing card ace of clubs (HTML : &#127185;)